# 不可及数
不可及数（Untouchable Number）是指无法表示为任何一个正整数（包括它自己）的全部真因數和的正整数。
比如5就是不可及数。将5分解为含有1且全部加数均不重复的形式只有5=1+4一种；由于其它的分解方式均含相同的数或不含1，故5是不可及数。
相反的，4就不是不可及數，因為4可以表示為1+3，這是9的正因子（不考慮9本身）的和，因此4不是不可及數。
在线数列百科OEIS的A005114数列展示了递增排列的不可及数：
2, 5, 52, 88, 96, 120, 124, 146, 162, 188, 206, 210, 216, 238, 246, 248, 262, 268, 276, 288, 290,292,304,306,……

## 历史
关于不可及数的最早研究历史至少可以追溯到大约公元1000年伊本·塔希尔·巴格达迪的研究，其发现2和5都是不可及数。
埃尔德什·帕尔证明了不可及数有无穷多个。

## 性质
- 人们相信5应该是不可及数中唯一的奇数，但这尚未获得证明。可以由稍强化的哥德巴赫猜想[3]得到此推论。如果这个猜想成立，那么除了2和5，不可及数都应该是合数。

- 完全数显然不是不可及数：完全数正好等于自身所有因子之和。

- 梅森數显然不是不可及数：2的冪的真因數和正好等于梅森數。

- 質数進位由1組成的純位數显然不是不可及数：質数冪的真因數和等於質数進位由1組成的純位數。

- 不可及数不可能比质数多1：显然任何素数p的平方的因子之和为p+1。

- 不可及数不可能比质数多3：显然任何素数p的2倍的因子之和为p+3。